# Bembidion hageni
Bembidion hageni är en skalbaggsart som beskrevs av Hayward. Bembidion hageni ingår i släktet Bembidion och familjen jordlöpare. Inga underarter finns listade i Catalogue of Life.